# Anticoma tenuicaudata
Anticoma tenuicaudata is een rondwormensoort uit de familie van de Anticomidae.